# Young and Beautiful
"Young and Beautiful" é uma canção da cantora e compositora Lana Del Rey. A faixa faz parte da trilha sonora do filme The Great Gatsby, foi lançada como o primeiro single da trilha sonora do mesmo em 23 de abril de 2013 através das gravadoras Interscope Records e Warner Bros. Foi composta por Lana Del Rey, Baz Luhrmann (produtor do filme) e Rick Nowels, sendo produzida pelo último. Trata-se de uma faixa dos gêneros indie pop e rock alternativo. Tematicamente, a letra capta o desejo de querer ficar em um momento privado e os temores que vêm com o envelhecimento.
As críticas após o lançamento da música foram em geral positivas, onde o questionamento sobre seu amante foram enaltecidos. A faixa teve um desempenho moderado nas tabelas musicais, chegando a trigésima quinta e vigésima nona colocações nas paradas belgas Wallonia e Flandres, respectivamente. Nos Estados Unidos a canção ocupou a septuagésima oitava posição tendo alcançado a marca de 48 mil cópias apenas na primeira semana. Mais tarde conseguiu a posição de número 22. No Reino Unido conquistou a posição de número 69. Ainda desempenhou-se nas paradas da Austrália, Irlanda, Canadá, Bélgica e em diversas outras.
O vídeo musical teve como diretor Chris Sweeney, e foi produzido por Adam Smith e Jacob Swan-Hyam, enquanto Sophie Muller foi a responsável pela filmagem. O lançamento aconteceu no dia 10 de maio de 2013. Del Rey se encontra em sua forma típica de melancolia - só que desta vez, ela está acompanhada por uma orquestra remanescente de 1940. Ela atuou a canção pela primeira vez em um dos seus concertos de sua turnê Paradise Tour que estava a acontecendo em Luxemburgo. Também interpreto-a em outras ocasiões, como na Mediolanum Forum e Hammersmith Apollo.

## Antecedentes

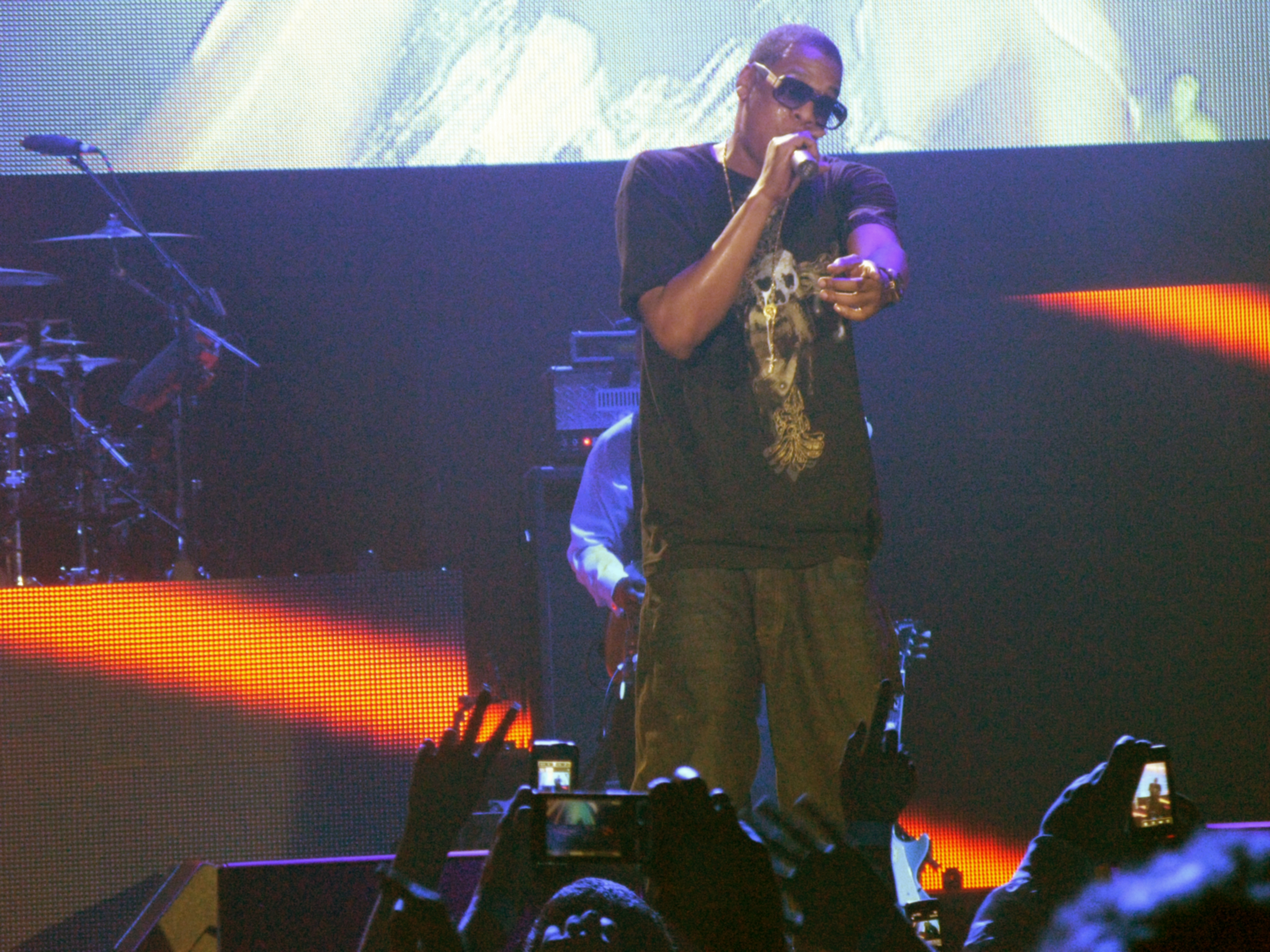
O cantor e produtor Jay-Z foi o responsável pela trilha sonora do filme The Great Gatsby (2013), a qual a canção foi incluída.

No inicio de 2013, Del Rey tinha falado sobre o sucessor de Born to Die, além de ter postado em sua página oficial uma imagem do filme que logo foi retirada do ar. Durante uma entrevista em um programa de televisão holandês a cantora revelou: "Estou ajudando a compor para filmes. Tem um que será lançado no verão, ele se passa nos anos 20, e está sendo divertido para mim escrever canções de amor para a mulher protagonista". Em 14 de abril de 2013, foi divulgado uma amostra de 30 segundos no SoundCloud. Outra parte da canção foi divulgada num trailer oficial do filme, tocada durante a cena em que os personagens retratadas por Leonardo DiCaprio e Carey Mulligan expressam seus sentimentos românticos um pelo outro. Em entrevista ao Digital Spy, Del Rey revelou: "O filme é muito fascinante e emocionante, Rick Nowels e eu estávamos entusiasmados para escrever a música para o filme."
A música foi escolhida para ser o single inicial da trilha sonora do filme. R. Kurt Oosenlund da Slant Magazine comentando sobre a trilha sonora do filme, destacou "Young and Beautiful" da Lana Del Rey e "Over the Love" de Florence and the Machine, comentando que é uma competição entre as duas. A versão completa da canção foi liberada oficialmente no SoundCloud no dia 22 de abril de 2013, uma edição alternativa da faixa - intitulada de 'DH Orchestral Version' - também foi disponibilizada. O lançamento do álbum para descarga digital aconteceu no dia 7 de maio de 2013 através da Target Corporation. A canção foi disponibilizada para pré-venda no iTunes Store em alguns países da Europa no dia 21 de abril de 2012. Em entrevista a Fashion Magazine foi comentado sobre a perspectiva de Del Rey cantar no Óscar de 2014 enquanto ela terminava sua seção fotográfica, ela respondeu:
| “ | “Sentir que você é respeitada no meio das pessoas que fazem o mesmo que você é incrível e necessário. Eu não acredito em lições de vida, embora tenha tido muitas. Tudo o que dizem sobre ‘o que não te mata te fortalece’ é muito falso. Você sabe o que te fortalece? Pessoas tratarem você e sua arte com dignidade.” | ” |

## Composição
A canção foi escrita e gravada em 2012 por Lana Del Rey, Rick Nowels e Baz Luhrmann (diretor do filme). A música tem duração de três minutos e cinquenta e cinco segundos. Na música ela canta: "Noites quentes de verão, meados de julho, quando eu e você seriamos sempre mentira / os dias loucos, as luzes da cidade, a maneira de jogar comigo, como uma criança". Ela canta se questionando: "Você irá me amar quando eu não for mais jovem e bonita?". Melinda Newman do portal HitFix afirmou que a letra da canção "capta o desejo de querer ficar em um momento privado e os temores que vêm com o envelhecimento." Newman ainda notou que há um equívoco nas palavras quando ela [Del Rey] fala sobre seu 'homem' se juntar a ela no céu e como a sua graça e beleza "a faz querer festejar". Liricamente, a canção abrange temas de como agradar um amante, nostalgia e a melancolia do envelhecimento. O ritmo da canção é lento com um clima sombrio e assustador que são entrelaçados por uma orquestra sinfônica que estão entre diversos versos da música. Os vocais da cantora são acompanhados por cordas e percussão. A canção deriva-se dos gêneros musicais indie rock e indie pop, e ainda consiste no uso de piano e guitarra. De acordo com a partitura publicada pela Universal Music Publishing Group na página da Musicnotes, Inc, a canção possui um metrônomo de 116 batidas por minuto e é composta na chave de ré menor.

## Lista de faixas
| Download digital |                                               |         |  |
| N.º              | Título                                        | Duração |  |
| 1.               | "Young and Beautiful" (Album version)         | 3:47    |  |
| 2.               | "Young and Beautiful" (DH Orchestral Version) | 3:51    |  |

## Recepção da crítica

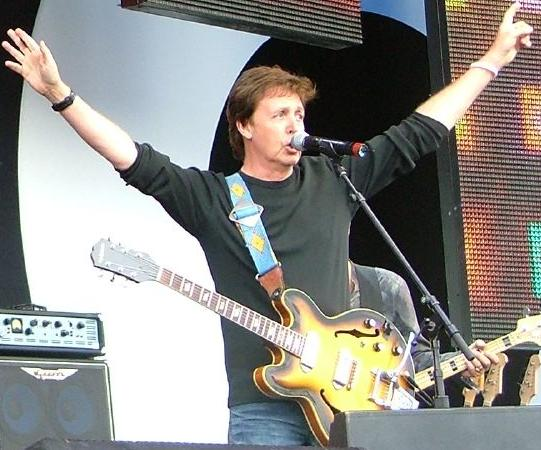
David Berry do jornal canadense National Post comparou "Young and Beautiful" com "When I'm Sixty-Four" escrita por Paul McCartney para os Beatles, já que as letras das duas são sobre questionamentos amorosos.

Tom Breihan do Stereogum fez uma comentário positivo a canção, escrevendo que "é sobre o amor e o envelhecimento, insegurança e sua própria beleza luminosa auto-diagnosticada, e eu gosto dela, mesmo se ela realmente canta as palavras 'me faz querer festa'. É lindamente exuberante, e tem cordas por alguns dias." Mike Ayers da MTV Hive comentou sobre os questionamentos presentes na letra da música "[...] A linha titular é puro dramatismo de Del Rey, embalando um forte soco em auto-dúvida quando ela canta: "Você irá me amar quando eu não for mais jovem e bonita?
Você irá me amar quando eu não tiver nada além de minha alma dolorida? Claro que vamos, Lana. Claro que vamos", escreveu Ayers. Marianne Calnan da revista Sound and Motion fez comentários positivos sobre a canção, notando que "apesar de ser um pouco repetitiva, a faixa é nada menos que impressionante e a repetição só aumenta e enfatiza a instrumentação e o conteúdo lírico". Ela ainda afirmou que a "voz inconfundível de Del Rey é simplesmente cativante, e que o instrumento é perfeito para o cinema. Seus tons escuros incomparáveis vêm brilhando através de suas letras, refletindo os traços pessoais na música.
David Berry do jornal canadense National Post disse que "Young and Beautiful" pega onde "Video Games" parou, afirmando que a canção era relevante para um livro por causa da sua obsessão com a decadência e a natureza fugaz da vida boa [...] é praticamente uma obra de arte perfeita: "Tem a sexualidade inquieta e preciosa de uma jovem batendo a cabeça na ignorância de um homem também jovem. Berry comentou que a canção se sente como algo exclusivamente feminino: compare seu terror existencial do envelhecimento com, digamos, uma canção de amor exagerado ["When I'm Sixty-Four"] escrita por Paul McCartney para os Beatles, que rapidamente se transforma a pergunta em torno de uma listagem de felicidade doméstica menor (e um lembrete, é claro, que ela vai ficar tão velha quanto ele é). Jeff Benjamin do Fuse TV escreveu no site que a faixa apresenta uma grande e arrebatadora balada com piano e violino. Ele acrescentou que o single pode não ser o que esperavam, talvez, mas a cantora pode finalmente mostrar sua imagem um pouco mais limpa, referindo-se sobre sua má apresentação ao vivo no Saturday Night Live em 2012. Jason Lipshutz da Billboard chamou-a de "balada normalmente exuberante", quando comparada a um de seus sucessos anteriores, "Video Games" e Born to Die. Críticos consideraram a faixa como "assombração" ou "sonoridade sombria".

## Videoclipe
Para promover a canção, a cantora começou a filmar o videoclipe de "Young and Beautiful" que foi planejado para ser lançado a 22 de abril de 2013 acompanhando o single, mas isso só aconteceu no dia 10 de maio de 2013. A direção ficou por conta de Chris Sweeney, e foi produzido por Adam Smith e Jacob Swan-Hyam, enquanto Sophie Muller foi a responsável pela filmagem. Del Rey se encontra em sua forma típica de melancólia - só que desta vez, ela está acompanhada por uma orquestra remanescente de 1940. A cantora está com o cabelo perfeitamente penteado e brincos de argola de diamante. Ela se encontra  cantando em um quarto escuro com lágrimas em seu rosto que parecem tatuagens, enquanto as imagens se intercalam para orquestra. Ela então caminha em direção a um pilar iluminado e o clipe termina sem nenhuma conclusão. As imagens misturam formatos como Super-8 e VHS, além de efeitos parecidos com os do Instagram.
Laura Snapes escrevendo para o Pitchfork Media comentou sobre o vídeo: "É comparativamente um caso simples para Lana Del Rey, que canta no meio de uma grande orquestra. Relativamente simples." Lauren Nostro da revista Complex afirmou que não vê nada de errado com o visual, chamando-o de "fenomenal" e comentou: "Nós nunca fomos desapontados com qualquer um dos vídeos de Lana - de "National Anthem" para o curta-metragem "Ride" - ela tende a encontrar o visual perfeito para a sua música." Tom Breihan do Stereogum notou que "ele não se encaixa exatamente com o filme que está ligado, mas a coisa toda é baleada como um filme de horror italiano dos anos 70, e isso é uma coisa boa. Lexi Nisita do site Refinery29 chamou o vídeo de "lindo", comentando que "... ele permite que você se concentre mais nas letras e nos vocais encantadores." Luke O’Neil da Buzzworthy comentou que como a maioria dos vídeos de Del Rey, é um contraste de fora, brilho vistoso e as fissuras nas junções da fachada. Isso é muito bom, uma metáfora visual para a história do original The Great Gatsby como para qualquer outro.

## Apresentações ao vivo

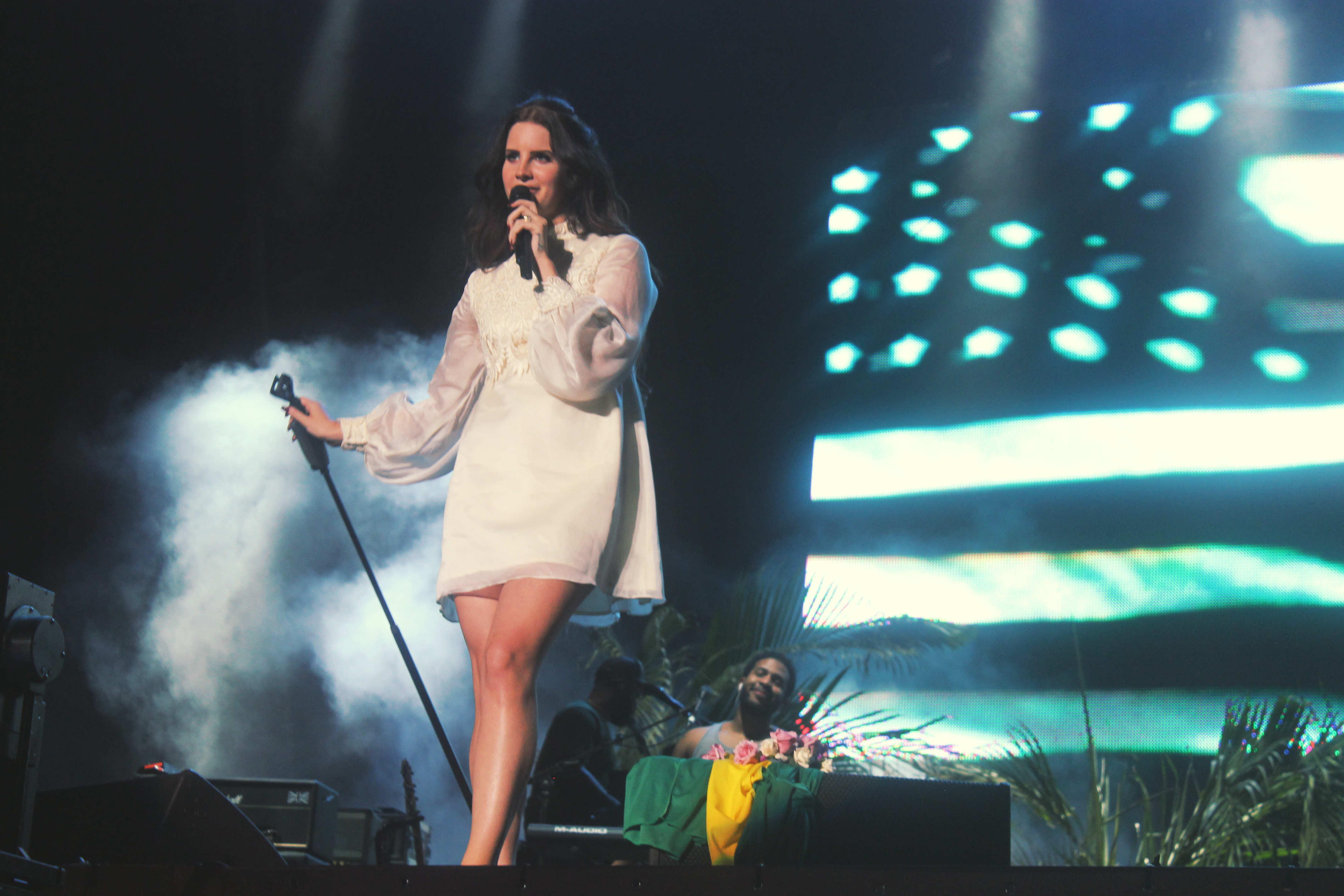
Lana Del Rey interpretou a canção durante o show no Planeta Terra, 2013.

Lana Del Rey atuou a canção pela primeira vez em um do seus concertos de sua turnê Paradise Tour que estava a acontecendo em Luxemburgo. Os fãs luxemburgueses da cantora foram os primeiros a ouvir "Young and Beautiful. A cantora usava um vestido branco e um belo penteado, as câmeras do público foram ao alto para gravar sua performance. Na ocasião, Del Rey esqueceu a letra da música, então ela sorriu para os músicos da banda e retornou como se nada tivesse ocorrido. Ainda como parte da turnê, ela interpretou a música em um show em Madri, na Espanha. No dia 7 de maio de 2013, ela apresentou a canção na Mediolanum Forum, arena localizada em Milão. No Reino Unido, a cantora cantou ao vivo na 02 Academy em Birmingham, nos dias 12 e 13 de maio de 2013. No dia 19 do mesmo mês, ela interpretou a canção no Hammersmith Apollo. Sam Johnson  da revista So So Gay comentando sobre a atuação da cantora disse que foi "encantador e inegavelmente quente, com seu canto e musicalidade sendo incrivelmente forte". Jonnson ainda afirmou que "Young and Beautiful" é sem dúvida a melhor canção da cantora até á data, é como tirar o melhor de seu material anterior e moldando um clássico de boa fé - essas músicas e sua imagem acabará por torná-la um símbolo de seu tempo. Ela é um ícone revolucionário no marketing. Lana Del Rey também apresentou a canção no festival musical Lollapalooza 2013, que aconteceu em Chicago, Estados Unidos. Em novembro de 2013, a canção foi interpretada pela cantora no shows de Belo Horizonte e no festival Planeta Terra. Em sua passagem no México, várias canções foram interpretadas no Pepsi Center, incluindo "Young and Beautiful". A música faz parte do repertório oficial da sua turnê Paradise Tour, que percorreu na América do Norte, Europa,  Oceania e América Latina.

## Premiações
Em 2013, "Young and Beautiful" foi nomeada para Melhor Canção Escrita para Mídia Visual na 56th Annual Grammy Awards, perdendo para Adele que também concorria com a canção "Skyfall". A canção também foi indicada na categoria de Melhor Canção Original no World Soundtrack Awards e no Satellite Awards. A música era uma das fortes candidatas para vencer a categoria de Melhor Canção Original no Óscar 2014, mas segundo a Billboard algo ou alguém estava tentando sabotar a nomeação da música. Um membro da academia supostamente recebeu um envelope anônimo com a cópia de um arquivo da Variety Magazine no qual dizia que a canção não poderia competir ao Oscar por não ter sido lançada no tempo determinado pelo comitê. Logo depois, todos ficaram sabendo que esse envelope anônimo era falso e que a revista não tinha publicado nenhum artigo relacionado com o assunto. Mas tarde, outra coisa estranha veio a acontecer na premiação, e novamente, fazendo com que "Young and Beautiful" ficasse fora dentre as cinco músicas mais votadas pelos membros da academia do Oscar. A canção que supostamente ocupou o lugar da música de Lana Del Rey foi "Alone Yet Not Alone" que foi escrita por Bruce Broughton, que é membro da academia e que foi acusado de chamar atenção dos outros membros para sua canção e filme de mesmo nome. Após toda a polêmica rodeada sobre o caso, a Academia de Artes e Ciências Cinematográficas resolveu desclassificar a faixa e não reivindicar nenhuma outra canção, fazendo com que apenas quatro canções concorressem nesse ano. No dia 23 de fevereiro de 2014, aconteceu a 17ª cerimônia do Satellite Awards, em Los Angeles. "Young and Beautiful" ganhou a estatueta de Melhor Canção Original desbancando música como "Happy" de Pharrell Williams para o filme Meu Malvado Favorito 2 e "Let It Go" de Idina Menzel para o filme O Hobbit: A Desolação de Smaug.

## Desempenho nas tabelas musicais
"Young and Beautiful" fez sua estréia na parada irlandesa Ireland Singles Chart na quadragésima oitava colocação em 25 de abril de 2013. Nos Estados Unidos a canção marcou a décima terceira posição na parada Billboard Rock Songs, na Billboard Hot 100 ela conseguiu o 82.º lugar, portanto, até aquela semana seria a melhor posição nessa parada, deixando para trás a faixa "Video Games" que havia alcançado a posição de número 92 e vendido 500 mil exemplares. Em sua primeira semana, a canção vendeu um total de 48 mil cópias no país, na terceira semana vendeu pouco mais que o triplo (121 mil downloads pagos) alcançando a vigésima terceira posição. A obra apareceu na UK Singles Chart na posição de número 68, tendo alcançado seu maior pico semanas depois, quando ocupou a 23ª posição. Na Bélgica, o tema apareceu nas paradas das regiões Valônia e Flanders no 35.º e 29.º lugar, respectivamente. Na França, o single assinalou a trigésima sétima posição. Em Israel, a obra chegou a sétima posição no dia 19 de maio de 2013.
| Parada (2013)                            | Melhor posição |
| ---------------------------------------- | -------------- |
| Alemanha - Media Control AG              | 50             |
| Austrália - ARIA Top 50                  | 9              |
| Áustria - Ö3 Austria Top 40              | 57             |
| Bélgica - Ultratop 50 (Flanders)         | 34             |
| Bélgica - Ultratop 50 (Valônia)          | 33             |
| Canadá - Canadian Hot 100                | 45             |
| Croácia - Croatian Airplay Radio Chart   | 5              |
| Escócia - Scottish Singles Chart         | 21             |
| Estados Unidos - Billboard Rock Songs    | 3              |
| Estados Unidos - Billboard Digital Songs | 9              |
| Estados Unidos - Billboard Hot 100       | 22             |
| Espanha - PROMUSICAE                     | 22             |
| França - SNEP                            | 31             |
| Grécia - Greece Digital Songs            | 2              |
| Israel - Media Forest                    | 7              |
| Irlanda - Ireland Singles Chart          | 16             |
| Reino Unido - UK Singles Chart           | 27             |
| Suíça - Schweizer Hitparade              | 31             |
| Suécia - Swedish Singles Chart           | 39             |
| Ucrânia - FDR Singles Chart              | 8              |
| Chéquia - IFPI Česká Republika           | 65             |

| País           | Associação     | Certificação | Vendas     |
| -------------- | -------------- | ------------ | ---------- |
| Austrália      | ARIA           | 4× Platina   | 280.000+   |
| Canadá         | Music Canada   | Platina      | 80.000+    |
| Dinamarca      | IFPI Dinamarca | Ouro         | 15.000+    |
| Estados Unidos | RIAA           | Platina      | 1.000.000+ |
| Nova Zelândia  | RMNZ           | Ouro         | 7.500+     |

## Histórico de lançamento
| País           | Data                | Formato          | Gravadora          |
| -------------- | ------------------- | ---------------- | ------------------ |
| Austrália      | 21 de abril de 2013 | Descarga digital | Interscope Records |
| Áustria        | 21 de abril de 2013 | Descarga digital | Interscope Records |
| Brasil         | 21 de abril de 2013 | Descarga digital | Interscope Records |
| Bélgica        | 21 de abril de 2013 | Descarga digital | Interscope Records |
| Dinamarca      | 21 de abril de 2013 | Descarga digital | Interscope Records |
| Finlândia      | 21 de abril de 2013 | Descarga digital | Interscope Records |
| França         | 21 de abril de 2013 | Descarga digital | Interscope Records |
| Itália         | 21 de abril de 2013 | Descarga digital | Interscope Records |
| Espanha        | 21 de abril de 2013 | Descarga digital | Interscope Records |
| Reino Unido    | 21 de abril de 2013 | Descarga digital | Interscope Records |
| Estados Unidos | 23 de abril de 2013 | Descarga digital | Interscope Records |
| Estados Unidos | 21 de maio de 2013  | Rádio mainstream | Interscope Records |